# Экономика Альберты

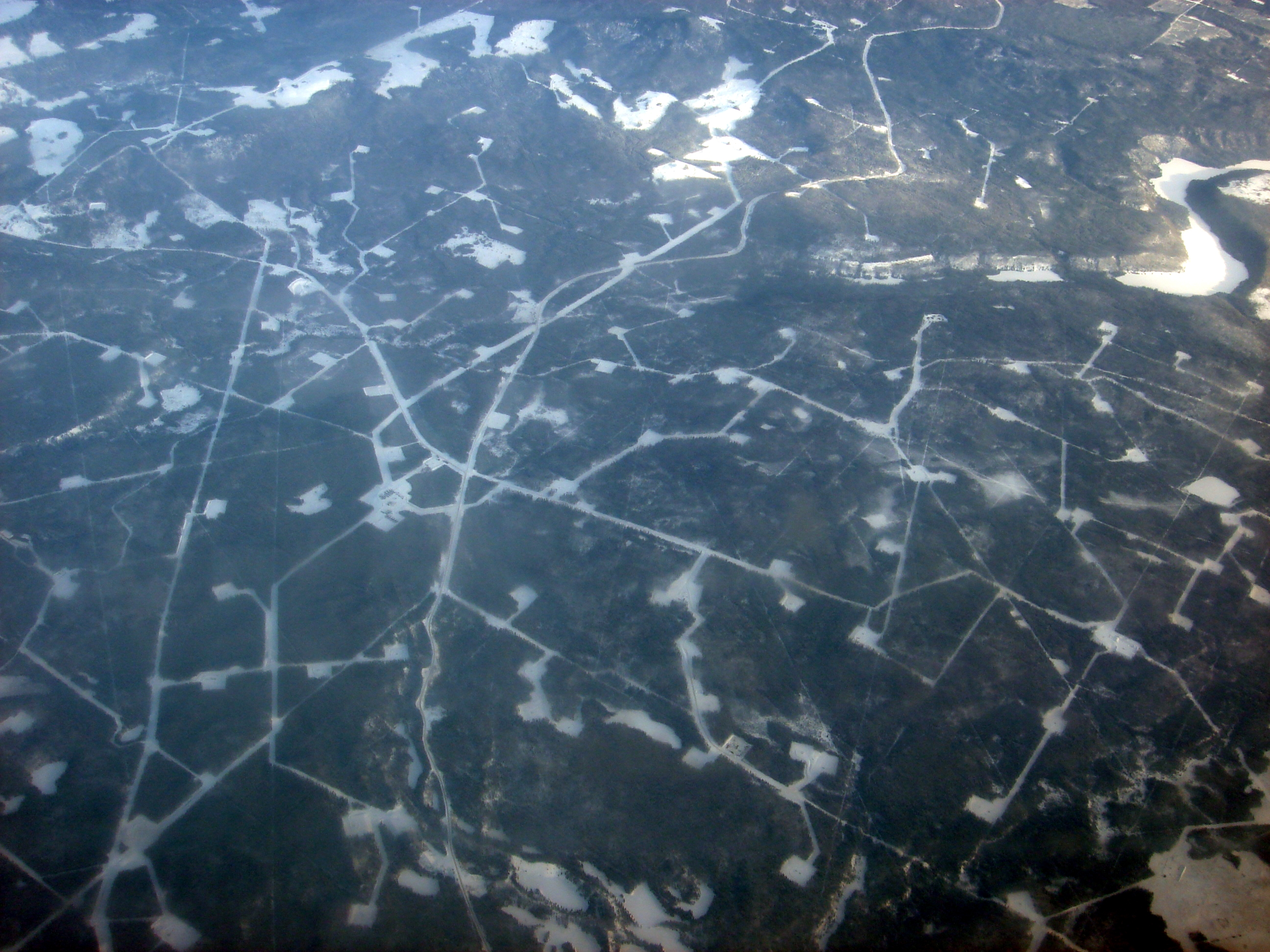
Аэрофотоснимок подъездных дорог и буровых площадок на нефтяном месторождении Пембина, 2008

Эконо́мика Альбе́рты — одна из самых сильных экономик Канады благодаря поддержке нефтяной промышленности и, в меньшей степени, сельского хозяйства и технологий. ВРП на душу населения в 2007 здесь был безоговорочно самым высоким из всех аналогичных показателей в Канаде и составлял 74 825 C$ (ок. 74 000 US$). В 2006 ВРП Альберты на душу населения был выше, чем в каком-либо из штатов США, и одним из самых высоких в мире. В 2007 ВРП Альберты на душу населения был на 61 % выше, чем в среднем по Канаде (46 441 C$), и более чем в два раза выше ВРП всех Приморских провинций. В 2006 отклонение от среднего ВРП по стране было самым большим для провинции за всю канадскую историю.
По мнению Института Фрейзера, в Альберте очень высок уровень экономической свободы: это самая свободная экономика в Канаде и вторая по этому критерию среди всех штатов США и канадских провинций.

## Экономическая география

Местоположение Альберты в Канаде

Внутренний рынок в Альберте невелик и относительно удалён от крупных мировых рынков, несмотря на полноценные транспортные связи с остальной Канадой и США на юге. Альберта расположена в северо-западной части Северной Америки, в регионе с невысокой плотностью населения, называемом Внутренние равнины или «Пустошь». У Альберты нет выхода к морю: от ближайших выходов к Тихому океану её отделяет ряд горных хребтов, а от портов на Великих озёрах и Гудзонове заливе — Канадский щит. Даже сами эти порты удалены от центров и рынков Европы и Азии на несколько тысяч километров. Крупнейшие скопления населения Северной Америки (коридоры Бостон — Вашингтон, Сан-Франциско — Сан-Диего, Чикаго — Питсбург и Квебек — Уинсор) также находятся в тысячах километров от Альберты. Отчасти из-за этого в Альберте никогда особенно не развивались отрасли, которые в других местах традиционно становились локомотивами индустриализации (особенно в ходе промышленного переворота в Великобритании), но требовали при этом много рабочей силы, большой внутренний рынок или доступные пути для экспорта: это текстильная промышленность, металлургия или транспортное машиностроение (автомобили, корабли или вагоны).
С 1870-х ключевой отраслью является сельское хозяйство. Климат в провинции сухой, умеренно-континентальный, с чётким выделением времён года. Плодородные почвы находятся, в основном, в южной части провинции (за исключением гор) и в некоторых районах на севере. Альберта — самый северный район Северной Америки, где сельским хозяйством занимаются в большом масштабе: он простирается до территории реки Пис к северу от 55-й параллели. Однако северная Альберта (и территории вдоль Альбертских Скалистых гор) — это большей частью лесные площади, и заготовка и транспортировка леса занимает там более важное место, чем сельское хозяйство. В Альберте занимаются различными видами сельского хозяйства: на востоке выращивают в основном полевые культуры, на западе — домашний скот, а в центре и в луговом поясе ближе к северу занимаются и тем, и другим.
Нефтяные и газовые месторождения обнаружены по всей провинции на оси северо-запад — юго-восток. Нефтеносные пески обнаружены на северо-востоке, особенно в районе Форт-Мак-Марри - нефтеносные пески Атабаски.
В силу своего относительно изолированного экономического положения, Альберта в большой степени зависит от транспортных связей с остальным миром. На историческое развитие Альберты сильно влияли инфраструктурные проекты. В настоящее время Альберта обслуживается двумя крупными трансконтинентальными железными дорогами (Канадская национальная и Тихоокеанская), тремя крупными магистралями в направлении Тихого океана (Трансканадская через Кикинг-Хорс, Йеллоухедская через перевал Йеллоухед и Кроуснестская через перевал Кроуснест) и одной — в направлении США (Межгосударственная автострада 15), а также двумя международными аэропортами (Калгари и Эдмонтон).

### Коридор Калгари — Эдмонтон
Коридор Калгари — Эдмонтон — наиболее урбанизированный район в провинции, где плотность населения одна из самых высоких в Канаде. С севера на юг протяжённость района составляет приблизительно 400 километров. В 2001 численность населения коридора Калгари — Эдмонтон была 2,15 миллиона человек (72 % населения Альберты). Это ещё и один из динамично растущих районов страны. Исследование TD Bank Financial Group в 2003 показало, что коридор — единственный канадский городской центр, достигший американского уровня благосостояния, поддерживающий канадский уровень качества жизни и оказывающий всеобщие услуги здравоохранения. В исследовании указано также, что ВРП коридора на душу населения был на 10 % выше, чем в среднем по американским агломерациям, и на 40 % выше, чем в других канадских городах на тот момент.

### Соперничество Калгари и Эдмонтона
Рассмотрение Калгари и Эдмонтона в рамках одной экономической области, сделанное в исследовании TD в 2003, было нестандартным. Более традиционный взгляд представляет эти города как экономических соперников. Например, в 1980 оба города объявили себя «нефтяными столицами Канады». В Калгари находятся правления большинства нефтяных компаний, а Эдмонтон и окружающие его территории (Ниску, Ледюк, Форт-Саскачеван) — место размещения большинства нефтегазовых производств, включая перегонку и обработку.

## Тенденции

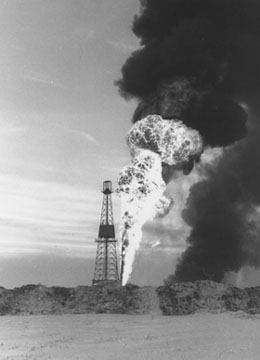
Скважина Ледюк № 1, взорвавшаяся в 1947, отметила начало серии связанных с нефтью экономических подъёмов

Альберта всегда была экспортно-ориентированной экономикой. В соответствии с принципом основных товаров Инниса, экономика существенно изменилась, так как значение различных статей экспорта изменилось. Поочерёдно важнейшими продуктами были: мех, пшеница с говядиной и нефть с газом.
Развитие транспорта в Альберте было ключевым фактором всего экономического развития провинции. Североамериканский пушной промысел осуществлялся на берёзовых каноэ, йоркских лодках и ред-риверских повозках по бизоньим тропам, и таким же образом в регион попадали европейские товары. Иммиграция в провинцию значительно возросла с проведением трансконтинентальной линии Канадской Тихоокеанской железной дороги в 1880-х. Товарное производство сельскохозяйственных продуктов стало возможным в этом регионе, как только появились технологии торговли зерном, позволяющие организовать насыпной экспорт,— в том числе вагоны-хопперы и элеваторы. Нефтегазовый экспорт стал возможен благодаря распространению трубопроводных технологий.
До 1950-х Альберта была в основном аграрной экономикой, опиравшейся на экспорт пшеницы, говядины и некоторых других товаров. Благополучие экономики было тесно связано с ценой на пшеницу.
В 1947 около Эдмонтона было обнаружено крупное нефтяное месторождение. Это была уже не первая нефть, найденная в Альберте, но теперь её было достаточно много, чтобы значительно изменить экономику провинции (что совпало с растущим американским спросом на энергию). С тех пор экономические успехи Альберты в значительной мере зависели от цены на нефть и всё в большей степени — от цен на природный газ. Когда цены на нефть подскочили в период нефтяного эмбарго 1967, нефтяного кризиса 1973 и энергетического кризиса 1979, экономика Альберты быстро выросла. Однако во время избытка нефти в 1980-х она пострадала. Экономика снова начала быстро расти в период резкого скачка цен на нефть в 2003—2008. В июле 2008 цена на нефть достигла максимума и начала снижаться, и экономика Альберты вскоре последовала её примеру, что подтверждается удвоившимся за год уровнем безработицы. В 2009 цены на природный газ находились в долгосрочном минимуме, из-за этого экономика Альберты была ослаблена по сравнению с прежними временами, хотя всё-таки находилась в относительно лучшем состоянии, чем многие другие сопоставимые территории.
Добыча нефти позволила развиться в Альберте многим другим отраслям. Очевидный пример этому — производства, связанные с нефтяной промышленностью, но финансовые и государственные учреждения также извлекли пользу от нефтяных денег.
Сравнение развития Альберты с развитием её менее обеспеченных нефтью и газом соседей показывает, какую роль сыграла нефть в её экономике. Когда-то, в начале XX столетия, Альберта была самой небольшой по численности населения из трёх степных провинций, но в 2009 численность её населения составила 3 632 483 чел., что почти в три раза больше населения как Саскачевана (1 023 810 чел.), так и Манитобы (1 213 815 чел.).

## Занятость
Экономика Альберты высоко развита, и большинство населения работает в сфере услуг: здравоохранении, управлении или розничной торговле. Однако первичные отрасли промышленности также имеют большое значение.

### Занятость в добывающих отраслях промышленности
По состоянию на 2007 год, чел.:
- Сектор добычи нефти, газа и других полезных ископаемых = 146 900, в том числе
  - Нефтегазовая промышленность = 69 900
  - Техническая поддержка добычи полезных ископаемых (в основном, поиск нефти и газа и бурение) = 71 700
  - Добыча других полезных ископаемых (главным образом, угля и неорганических минералов, в том числе открытым способом) = 5100

### Крупнейшие работодатели
По данным списка 50 крупнейших работодателей провинции из журнала Альберта Венчур, крупнейшими работодателями являются:
| № (2010) | № (2007) | Работодатель                     | Отрасль                          | Всего работников (2010) | Работников в Альберте / Всего (2007) | Правление | Описание                                                                                     | Примечание |
| -------- | -------- | -------------------------------- | -------------------------------- | ----------------------- | ------------------------------------ | --------- | -------------------------------------------------------------------------------------------- | --- |
| 1.       | *        | Система здравоохранения Альберты | Здравоохранение / Управление     | 92 200                  | см. прим.                            | Эдмонтон  | управление здравоохранения провинции                                                         | В 2007 её предшественники занимали места: 1. Здравоохранение столицы (район Эдмонтона, 30 000) и 3. Калгарийский медицинский округ (14569) и т. д. |
| н/д      | 2.       | Правительство Альберты           | Управление                       | н/д                     | 24 062 / 24 062                      | Эдмонтон  |                                                                                              | нет в списке 2010 |
| 2.       | н/д      | Katz Group                       | Розничная торговля / развлечения | 15 000                  | н/д                                  | Эдмонтон  | владеет аптеками Rexall и хоккейной командой Эдмонтон Ойлерс, другими спортивными лицензиями | нет в списке 2007 |
| 3.       | 4.       | Canada Safeway Limited           | Розничная торговля               | 30 000                  | 14 553 / 34 318                      | Калгари   | продажа продовольствия и лекарств                                                            | дочерняя компания американской сети |
| н/д      | 5.       | Westfair Foods Ltd.              | Розничная торговля               | н/д                     | 14 400 / 37 500                      | Калгари   | оптово-розничная торговля продовольственными товарами                                        | нет в списке 2010 |
| н/д      | 6.       | Город Калгари                    | Управление                       | н/д                     | 14 077 / 14 077                      | Калгари   |                                                                                              | нет в списке 2010 |
| 5.       | н/д      | Suncor Energy                    | Нефтяная                         | 12 978                  | н/д                                  | Калгари   | добыча, перегонка и розничная продажа нефти                                                  | слилась с Petro-Canada в 2009 |
| н/д      | 7.       | Город Эдмонтон                   | Управление                       | н/д                     | 11 630 / 11 630                      | Эдмонтон  |                                                                                              | нет в списке 2010 |
| 6.       | н/д      | Agrium                           | Сельское хозяйство               | 11 153                  | н/д                                  | Калгари   | распространитель и розничный продавец сельскохозяйственного сырья (семена, удобрения и др.)  | |
| н/д      | 8.       | Университет Альберты             | Образование                      | н/д                     | 11 000 / 11 000                      | Эдмонтон  | государственный университет                                                                  | нет в списке 2010 |

## Отрасли

### Промышленность
Альберта — крупнейший в стране поставщик природной сырой нефти, синтетического нефтяного сырья, природного газа и газовой продукции. Альберта — 2-й в мире регион по объёму экспорта природного газа и 4-й — по объёму добычи. Из крупнейших поставщиков нефтепродуктов в Северной Америке два находятся в центральной и северной Альберте. Продукция высококлассных производителей полиэтилена и винила из Ред-Дира и Эдмонтона отправляется по всему миру, а нефтеочистительные заводы Эдмонтона обеспечивают сырьём крупные нефтехимические производства к востоку от Эдмонтона.
Предполагаемые запасы нетрадиционной нефти в виде атабаскских нефтеносных песков (также известных как атабаскские битуминозные пески) равны запасам природной нефти во всём остальном мире — 1,6 триллиона баррелей (250·109 м³). При развитии новых методов добычи, например, разработанного в Альберте парового гравитационного режима пласта (ПГРП), издержки производства битума и синтетической сырой нефти могут приближаться к издержкам производства природной нефти. Многие компании применяют как обычные открытые разработки, так и нетрадиционные локальные методы получения битума из нефтеносных песков. При современных технологиях и ценах может быть получено около 315 миллиардов баррелей (50,1·109 м³) битума. Форт-Мак-Марри — один из самых быстрорастущих городов Канады — в последние годы значительно вырос благодаря крупным компаниям, приступившим к добыче нефти. На конец 2006 года в северо-восточной Альберте в строящиеся и проектируемые проекты разработки нефтеносных песков было вложено более 100 миллиардов долларов.
Другим фактором, определяющим целесообразность добычи нефти из битуминозных песков, является цена на нефть. Рост цены на нефть с 2003 года сделал добычу этой нефти более чем прибыльной, тогда как раньше она приносила небольшую прибыль или даже убыток.
При согласованных усилиях и поддержке провинциального правительства в Альберте стало развиваться несколько наукоёмких производств, в особенности связанных с системами интерактивных жидкокристаллических дисплеев. В период роста экономики в Альберте существовало несколько финансовых учреждений, работающих с государственными и частными фондами.

#### Энергетика

##### Нефть и газ

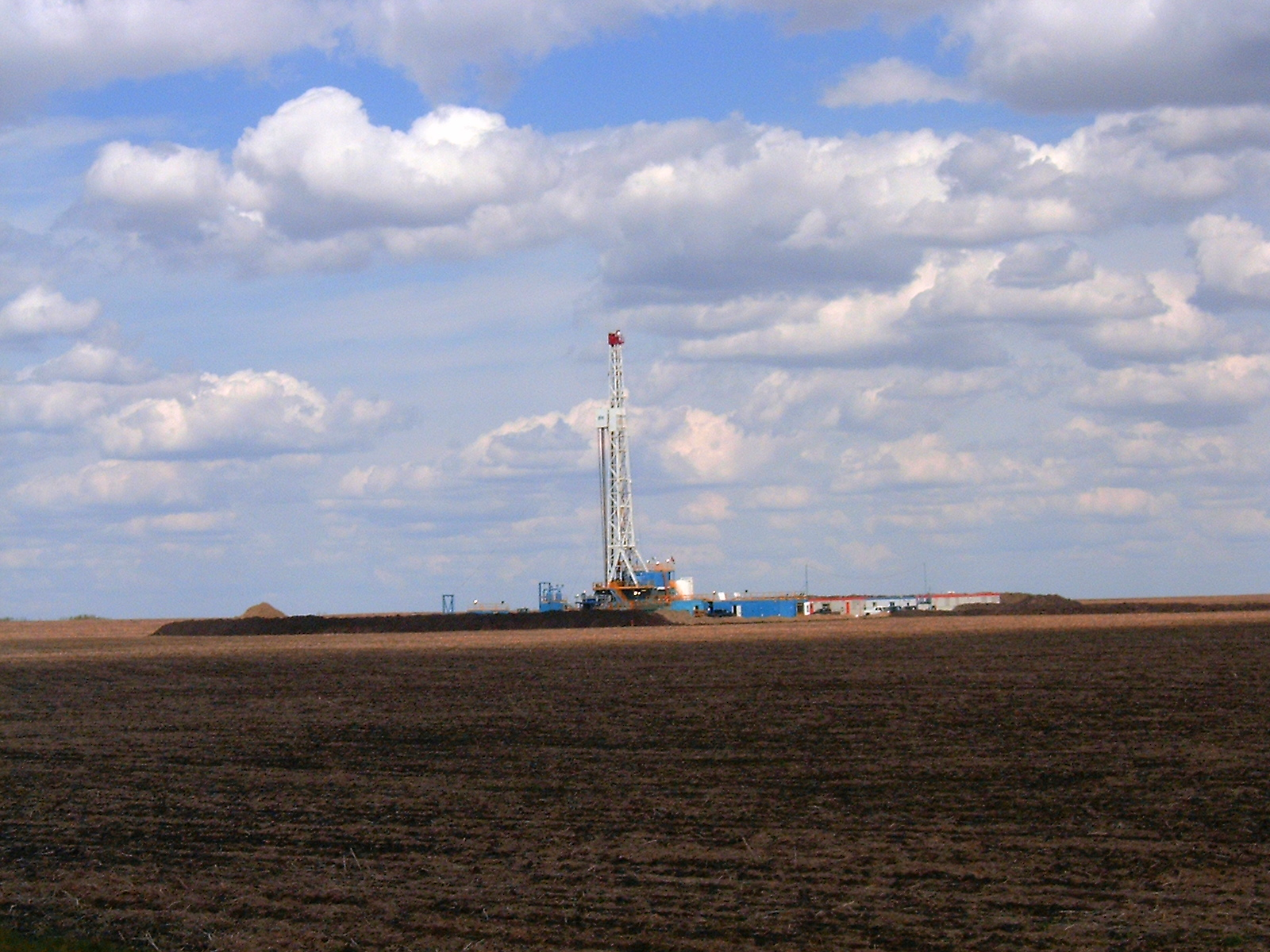
Буровая установка в Альберте

С начала 1940-х Альберта поставляла нефть и газ в остальную Канаду и США. В область реки Атабаска нефть добывается для внутреннего и внешнего использования. В атабаскских нефтеносных песках содержатся крупнейшие доказанные запасы нефти в мире, не считая Саудовской Аравии. В нескольких местах был найден природный газ, и в 1999 объёмы производства газоконденсатов (этана, пропана и бутанов) достигли 172,8 миллиона баррелей (27,47·106 м³) стоимостью 2,27 миллиарда долларов. Альберта также обеспечивает 13 % всего природного газа, используемого в США.
Крупные запасы газа были обнаружены в 1883 около Медисин-Хата. В городе Медисин-Хат начали использовать газ для освещения улиц и обеспечения светом и топливом населения и нескольких фирм, использовавших газ для производства. В Редклиффе был даже основан крупный стекольный завод. Редьярд Киплинг после посещения Медисин-Хата назвал его городом, «где из-под земли валит дым коромыслом».

###### Основные статистические данные
- В 2003 в Альберте добывалось 629 тысяч баррелей (100·10³ м³) обычной лёгкой, средней и тяжёлой нефти в день плюс дополнительные 142 тысячи баррелей (22,6·10³ м³) пентанов и более тяжёлых углеводородов в день для смешивания с тяжёлой нефтью и битумом и упрощения их транспортировки по трубопроводу.
- Альберта экспортирует более 1 миллиона баррелей (160·10³ м³) нефти в день на американский рынок, что составляет 10 процентов американского импорта нефти.
- Традиционные запасы нефти приблизительно оцениваются в 1,6 миллиарда баррелей (250·106 м³), остающихся в установленных месторождениях.
- Добыча обычной сырой нефти (без нефтеносных песков, пентанов и более тяжёлых углеводородов) составляла 38,6 % всей сырой нефти и условного объёма производства Альберты и 25,5 % всей сырой нефти и условного объёма производства Канады.
- Первоначальные запасы нефтеносных песков Альберты считаются одними из крупнейших в мире и содержат 1,6 триллиона баррелей (250·109 м³) битума в коллекторе. Из этого общего объёма установленные запасы, добыча которых окупаема при использовании современной технологии в текущих и ожидаемых экономических условиях, составляют 174,5 миллиарда баррелей (27,74·109 м³). К настоящему времени было добыто около 2 % первоначальных установленных запасов.
- В 2003 совокупное производство необработанного битума в Альберте в среднем составило 964 тысячи баррелей (153,3·10³ м³) в день.
- Транспортировка сырой нефти Альберты и условного объёма производства в 2003 была приблизительно такой:
  - 62 % в США
  - 24 % внутри Альберты
  - 14 % в остальную Канаду
- В 2003 в Альберте был добыт 141 миллиард м³ товарного природного газа.
- Средняя альбертская семья потребляет 135 гигаджоулей (38 000 кВт·ч) природного газа в год.
- Более 80 процентов природного газа Канады добывается в Альберте.
- В 2006 в Альберте был потреблён 41 миллиард м³ природного газа. Остальной объём был экспортирован в Канаду и США.
- Отчисления Альберте от природного газа и его побочных продуктов превышают отчисления от сырой нефти и битума.
- В 2006 в Альберте было 13 473 удачно пробурённых газовых скважины: 12 029 традиционных газовых скважин и 1444 метановых скважины в угольных пластах.
- В Альберте может залегать до 14 триллионов м³ метана в угольных пластах, хотя неизвестно, сколько этого газа может быть добыто.
- В Альберте в рамках её энергетической инфраструктуры создана одна из крупнейших систем природного газа в мире, насчитывающая 39 000 километров энергетических трубопроводов.

##### Уголь

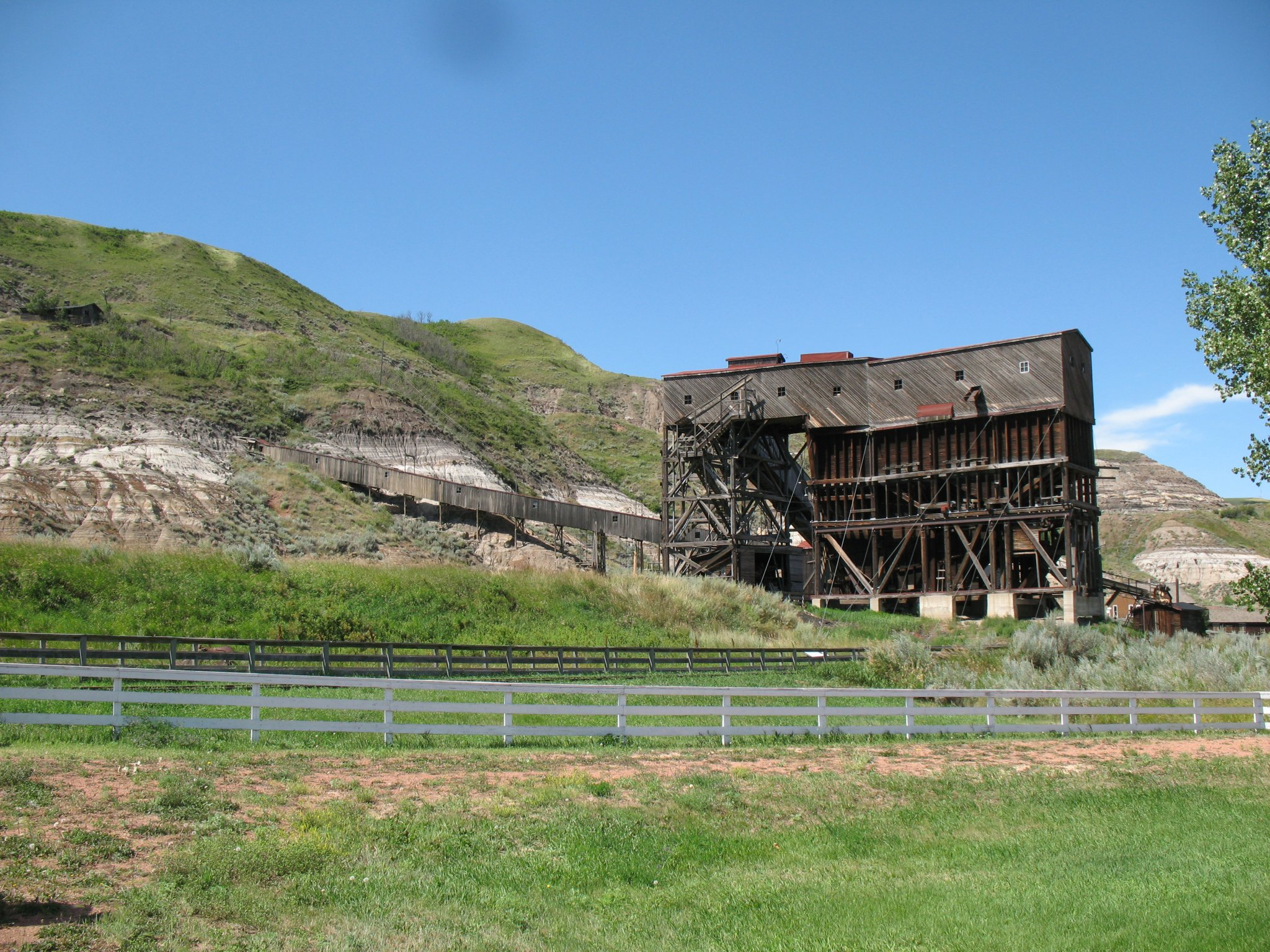
Остатки бывшей угольной шахты Atlas около Драмхеллера теперь являются национальной исторической достопримечательностью

Уголь добывался в Альберте с конца 1800-х. С тех пор в Альберте действует более 1800 копей. Угольная промышленность была важна для начального развития некоторых районов, особенно расположенных в предгорьях и вдоль глубоких речных долин, где уголь был недалеко от поверхности.
Альберта по-прежнему остаётся крупным угледобывающим регионом: каждую неделю там добывается количество угля, достаточное, чтобы наполнить стадион «Лужники» в Москве. Большое количество этого угля сжигается в Альберте для генерирования электроэнергии. Ежегодно Альберта потребляет более 25 миллионов тонн угля для выработки электроэнергии.
Запасы угля в Альберте значительны (33,6 гигатонны) и составляют 70 процентов запасов угля Канады. Крупные месторождения угля тянутся на сотни километров, залегая неглубоко под поверхностью равнин. Уголь относится к пластам мелового периода и, хоть и весит меньше, чем уголь из Англии, но обладает исключительным качеством. В долине реки Боу, вдоль Канадской Тихоокеанской железной дороги по-прежнему разрабатываются ценные пласты антрацитового угля. Уголь обычных месторождений битуминозный или полубитуминозный. Такой уголь широко разрабатывается в Летбридже в южной Альберте и в Эдмонтоне в центре провинции. Во многих других частях провинции существуют копи для личного пользования.

##### Электроэнергия
По состоянию на июнь 2007, энергетическая мощность Альберты составляла 11 919 МВт, а длина линий электропередачи примерно равнялась 21 000 километров. Мощность энергии ветра в Альберте превысила 490 мегаватт. После 1998 мощность была увеличена на 4400 МВт — это равно всей энергии, производимой в Саскачеване.
Зимний максимум энергопотребления за один день был зафиксирован в ноябре 2006 и составил 9661 МВт. Аналогичный летний показатель пришёлся на 18 июля 2007 и составил 9192 МВт.

#### Горная промышленность
К строительному камню, добываемому в Альберте, относятся рандлский камень и паскапуйский песчаник.
Алмазы были впервые обнаружены в Альберте в 1958, и с тех пор было найдено много камней, хотя к настоящему времени не создано ни одной крупной копи.

#### Обрабатывающая промышленность
Район Эдмонтона и в частности Ниску — крупный центр производства оборудования для нефтегазовой промышленности. А Рефайнери-Роу в Эдмонтоне — центр нефтехимической промышленности.

##### Биотехнологии
Несколько компаний и служб сектора биотехнологий (например, ColdFX) сгруппировано вокруг Университета Альберты.

##### Производство пищевых продуктов
В связи с устойчивостью сельского хозяйства, производство пищевых продуктов раньше занимало значительную долю в экономике Эдмонтона и Калгари, но этот сектор всё больше и больше перемещается в города поменьше — такие как Брукс, где работает Lakeside Packers.

### Сельское и лесное хозяйство
В прошлом в области южных прерий на ранчо или приусадебных участках разводился крупный рогатый скот, кони и овцы. Теперь стоимость крупного рогатого скота, выращиваемого в Альберте, превышает 3,3 миллиарда долларов, причём также разводится и другой домашний скот в меньших количествах. В этом регионе широко применяется ирригация. Пшеницу, доля которой составляет почти половину сектора сельского хозяйства с валовой добавленной стоимостью 2 миллиарда долларов, дополняют канола, ячмень, рожь, сахарная свёкла и другие культуры.
Сельское хозяйство занимает значительное место в экономике провинции. В среднем в провинции разводится более трёх миллионов голов крупного рогатого скота, и альбертская говядина имеет большой мировой рынок сбыта. Почти половина всей канадской говядины производится в Альберте. Альберта — один из важнейших поставщиков бизонов на потребительский рынок. Также выращиваются овцы на шерсть и ягнятину.

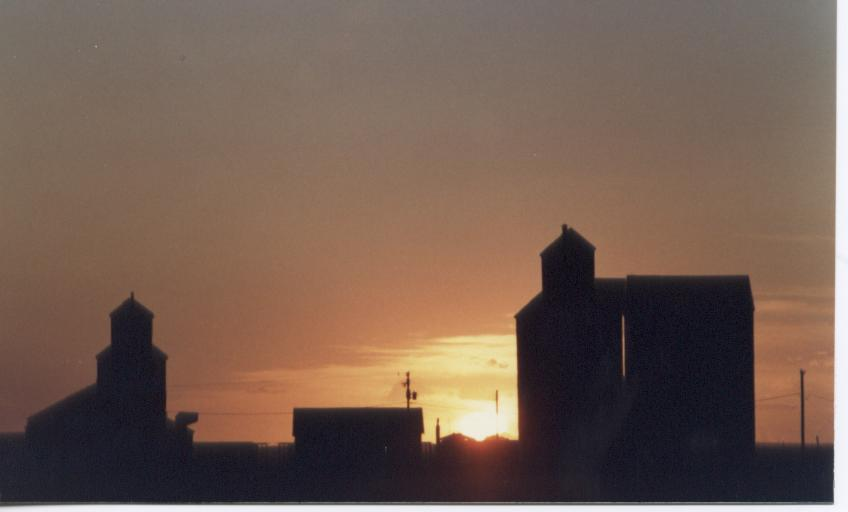
Элеватор в Южной Альберте

Главными земледельческими культурами являются пшеница и канола, причём Альберта — это лидер среди провинций по производству яровой пшеницы с заметными посевами других хлебных злаков. Сельское хозяйство большей частью ведётся в засушливых районах, и часто земли вспахиваются, но засеваются частично. Постепенно становится всё более распространённым непрерывный севооборот (когда засеваются все земли) благодаря увеличению доходов и снижению эрозии почв. Когда-то повсеместно распространённые элеваторы постепенно исчезают по всей провинции, так как железные дороги снижают активность, и фермеры теперь перевозят зерно на грузовиках в центральные пункты.
Альберта — лидер среди провинций Канады по пчеловодству, при этом некоторые пасечники зимой содержат ульи в специально сделанных сараях в Южной Альберте, а летом перевозят их на север в долину реки Пис, где сезон работы короче, но рабочий день у пчёл длиннее. Пчёлы вырабатывают мёд из пыльцы клевера и иван-чая узколистного, но опыление пчёлами требуется и гибриду канола, поэтому некоторые пасечники предоставляют своих пчёл для этих нужд.
Обширные запасы мягкой древесины в северных лесах позволяют Альберте производить в значительных количествах пиломатериалы, древесноволокнистые плиты (ДВП) и клеёную фанеру, а некоторые заводы в Северной Альберте поставляют белёную целлюлозу и газетную бумагу по всей Северной Америке и в страны Тихоокеанского бассейна.
В 1999 пиломатериалов из Альберты было произведено на 4,1 миллиарда долларов, 72 % этой продукции было экспортировано в разные страны мира. С тех пор как леса занимают приблизительно 59 % территории провинции, правительство разрешает вырубать в год около 23,3 миллиона кубических метров леса на государственных землях.

### Оказание услуг
Несмотря на большое значение добывающей промышленности, экономика Альберты является постиндустриальной, и большинство населения провинции работает в сфере услуг.

#### Транспорт

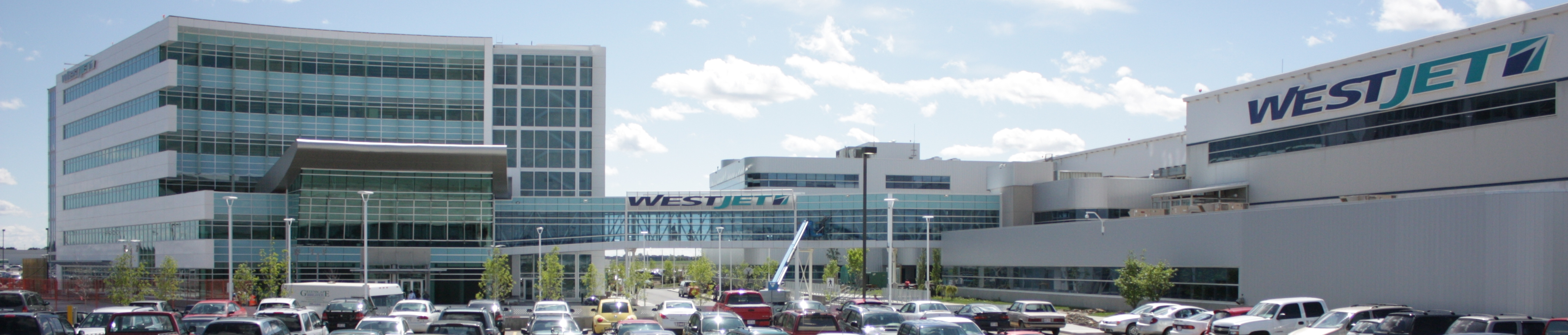
Главное управление авиакомпании WestJet в Калгари

Крупным распределительным центром для северных населённых пунктов является Эдмонтон, получивший прозвище «Ворота Севера». Эдмонтон — один из важнейших узлов Канадской национальной железной дороги, а Калгари — главный узловой аэропорт для авиакомпании WestJet и важный центр Канадской Тихоокеанской железной дороги. Штаб-квартира WestJet (второго по величине авиаперевозчика Канады) находится около международного аэропорта Калгари. До ликвидации Canadian Airlines и дочерней компании Air Canada Zip их головные офисы также находились в Калгари.

#### Финансы
В Калгари размещены правления многих крупных нефтегазовых компаний, и вокруг них выросло много финансовых учреждений.
В Эдмонтоне находятся главные управления единственных крупных канадских банков к западу от Торонто: Canadian Western Bank и ATB Financial.

#### Управление
Несмотря на репутацию Альберты как провинции с «небольшой ролью правительства», более высокая зарплата, установленная альбертским правительством благодаря доходам от добычи нефти, привлекает в Альберту немало специалистов в области здравоохранения и образования из других провинций.